# Puntous
Puntous (okzitanisch: Puntós) ist eine französische Gemeinde mit 158 Einwohnern (Stand: 1. Januar 2022) im Département Hautes-Pyrénées in der Region Okzitanien; sie gehört zum Arrondissement Tarbes. Die Einwohner werden Puntousais genannt.

## Geografie
Puntous liegt rund 30 Kilometer nordöstlich der Stadt Tarbes am Petite Baïse im Osten des Départements Hautes-Pyrénées. Umgeben wird Puntous von den Nachbargemeinden Guizerix im Norden und Westen, Larroque im Norden und Osten, Barthe im Südosten, Betpouy und Hachan im Süden, Campuzan im Süden und Südwesten sowie Puydarrieux im Südwesten.

## Bevölkerungsentwicklung
| Jahr                       | 1962 | 1968 | 1975 | 1982 | 1990 | 1999 | 2006 | 2013 |
| Einwohner                  | 291  | 245  | 232  | 205  | 192  | 199  | 212  | 197  |
| Quellen: Cassini und INSEE |      |      |      |      |      |      |      |      |

## Sehenswürdigkeiten

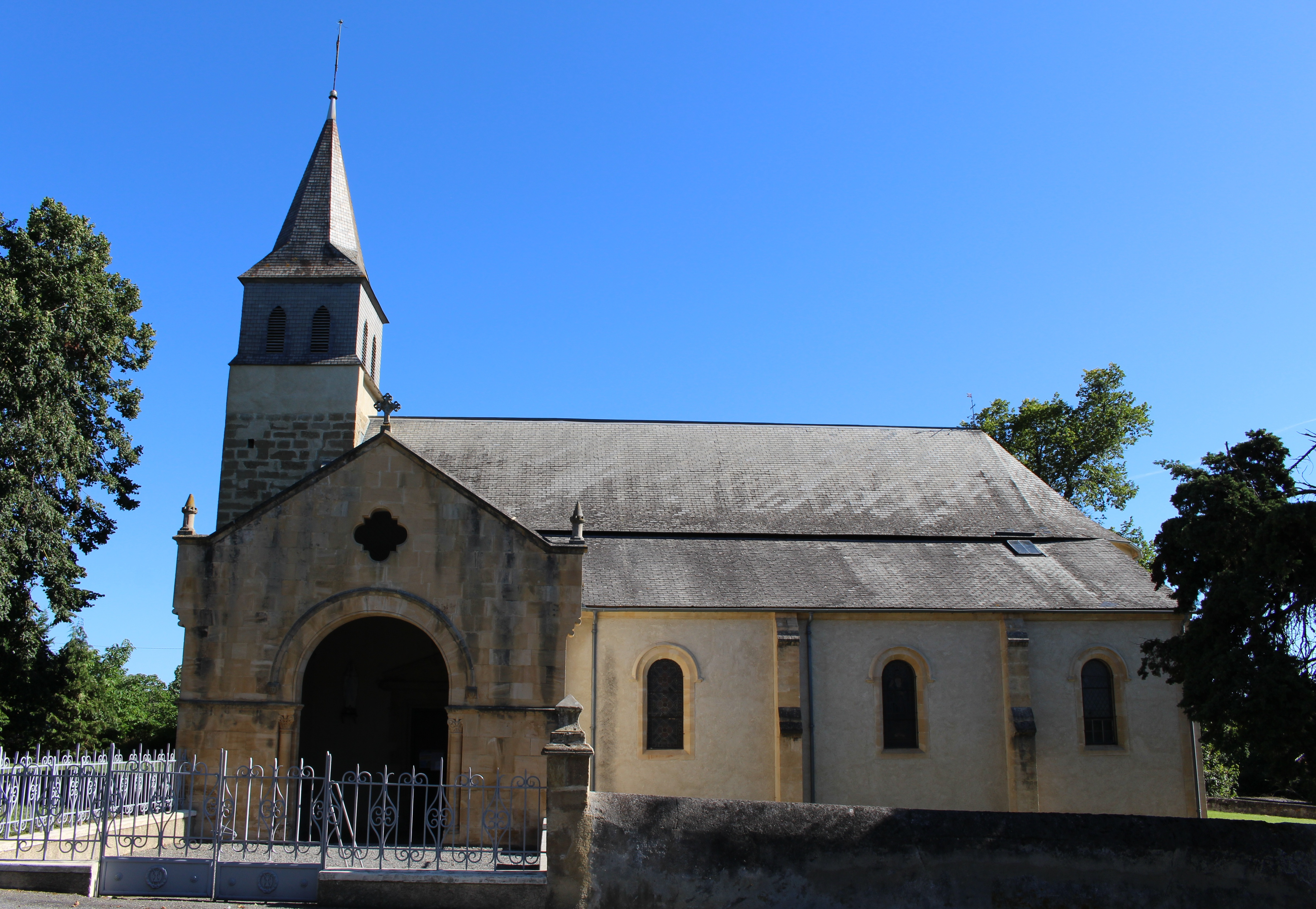
Kirche Saint-Pierre

- Kirche Saint-Pierre